# Fun
Pour les articles homonymes, voir fun (homonymie).

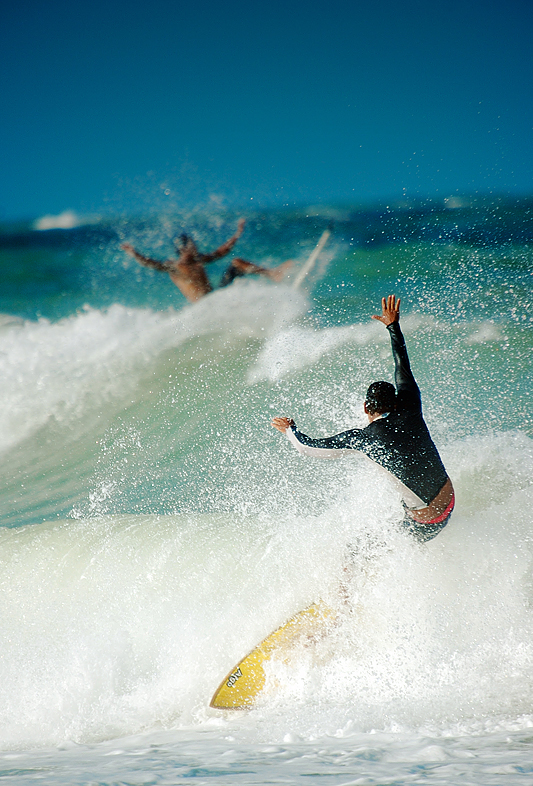
La pratique du surf est typiquement rattachée ou motivée par le fun.

Le fun est une sensation plaisante rattachée au plaisir ou à l'amusement, typiquement dans des activités de divertissement, de jeu ou de sport.

## Définition
Le terme est repris de l'anglais fun ayant le même sens. Le Petit Robert le fait entrer dans la langue française en 1974 avec pour définition « joie délirante et exubérante ».